# Itaspiella macrostylifera
Itaspiella macrostylifera är en plattmaskart som beskrevs av Tajika 1984. Itaspiella macrostylifera ingår i släktet Itaspiella och familjen Otoplanidae. Inga underarter finns listade i Catalogue of Life.